# الوسطى (بني رزين)
الوسطى هي إحدى مشيخات المملكة المغربية، تتبع جغرافيا لإقليم شفشاون وإداريًا لبني رزين. يقدر عدد سكانها بـ 6700 نسمة حسب الإحصاء الرسمي للسكان والسكنى لسنة 2004.